# Броварський радіопередавальний центр
Броварськи́й радіопередава́льний центр — радіопередавальний центр в Броварах, що складався з двох цехів по вул. Онікієнка (ЦЕХ №1) та вул. Київській (ЦЕХ №2). Всі об'єкти радіопередач були демонтовані до 2014 року. Від радіоцентру залишились технічні споруди, які використовуються під час російської агресії проти України, як протирадіаційні бомбосховища та декілька житлових будинків.

## Історія

### Будівництво (1931-1936)

Праворуч чотири передавачі «Сніг» на об'єкті Цех №2

Радіозв'язок з'явився в Броварах в грудні 1926 року, але історія Радіопередавального центру міста Бровари бере початок з 1930-х років.
У зв'язку з перенесенням столиці УРСР із Харкова до Києва, з'явилась потреба у новій потужній радіомовній станції, яка б забезпечувала покриття всієї території України. Будівництво розпочали у 1931 році (одночасно з будівництвом Радіодому на Хрещатику, 26). 
Перші споруди радіостанції були збудовані на сучасній вул. Онікієнка, 2 і 2Б. Вже у червні 1936 року в ефірі пролунали перші випробувальні радіопередачі за допомогою передавача із сітковою модуляцією потужністю 150 кВт. У грудні 1936 року державна приймальна комісія дала дозвіл на експлуатацію радіостанції. У січні 1937 року розпочалося регулярне мовлення.

### Використання (1936-2013)
Протягом 1936—1937 років радіостанція мала назву «Радіостанція РВ-87 імені Станіслава Косіора», а з 1938 по 1941 рік називалася «Українська Радіомовна станція РВ-87» Київського обласного управління зв'язку Народного Комісаріату зв'язку СРСР.

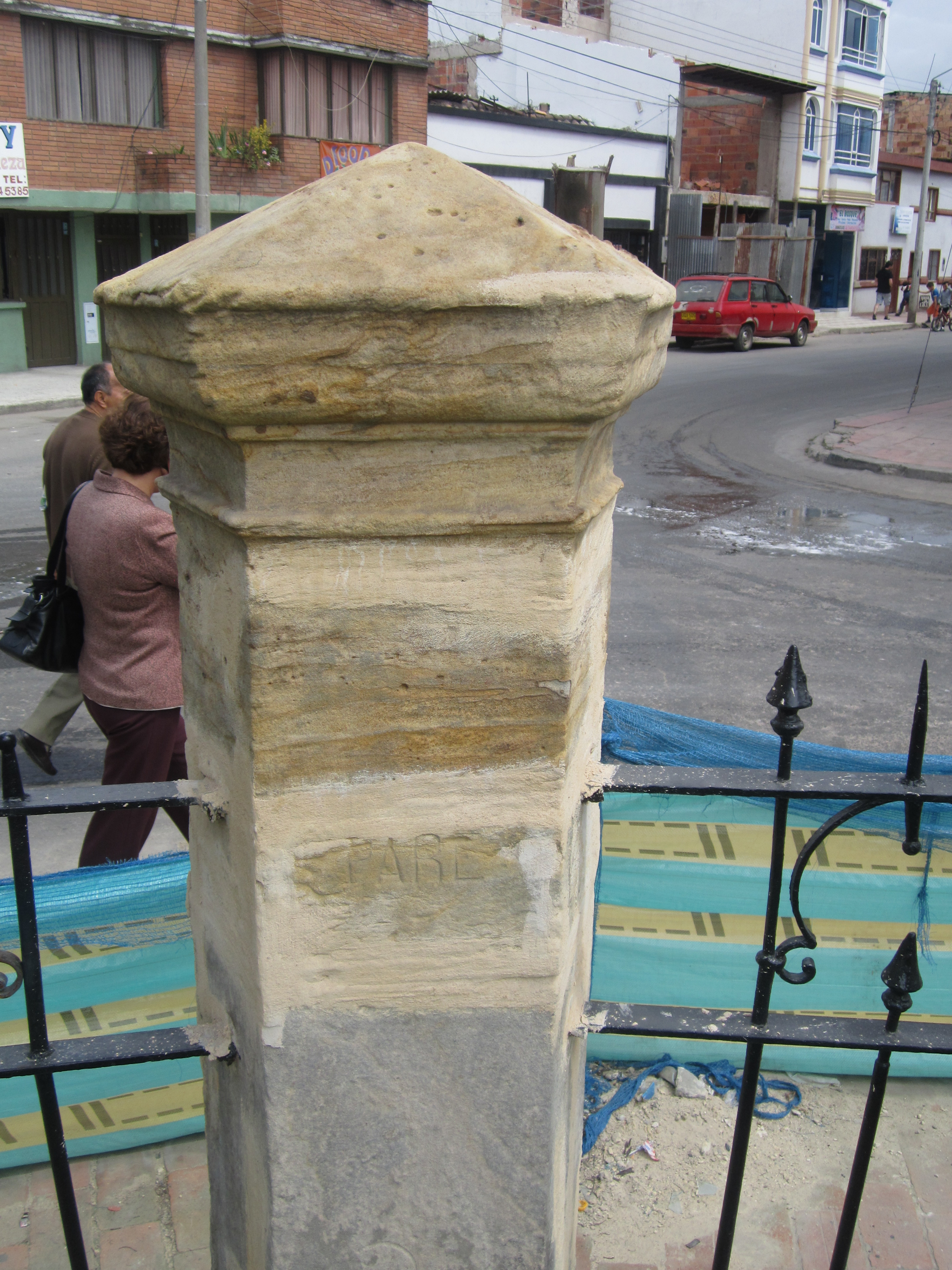
260-метрова антена АРРС з передавачем «Борей» на об'єкті Цех №1

180-метрова антена АРРС з передавачем «Борей» на об'єкті Цех №1

У перші дні Другої світової війни радіостанція була демонтована силами обслуговчого персоналу та солдатами батальйону зв'язку і відправлена для зберігання у Челябінськ. Вже 1943 року, після повернення радянської влади до Броварів, передавач був повернений назад, змонтований і 6 листопада 1944 року ефір поновився.
Ще до закінчення монтажу РВ-87 був змонтований і введений у дію короткохвильовий передавач РПН.
У 1945 році почалась експлуатація передавача РВ-67 (RCA, одержаного по ленд-лізу з США). Після нього підключили ще один передавач - РУЦ.
У 1948 році на місці колишнього кладовища по вулиці Київській, 225 розпочалося будівництво нового техбудинку і монтаж передавача типу «Лавр», який у 1950 році був введений в експлуатацію. У 1953 році в цьому техбудинку були змонтовані 4 передавачі «Сніг». Так як рдіостанція була закритим об'єктом на її території збудували 15 одноповерхових будинків, розрахованих на дві-три родини.
Спочатку це була окрема радіостанція «Об'єкт 10 або поштова скринька 39», а в 1955 році вона об'єдналась з об'єктом №1, і отримала назву  «Радіостанція №3 Київської Дирекції радіозв'язку і радіомовлення».
У 1957 році передавач РВ-87 був переведений на автоанодну модуляцію, що дозволило підняти його потужність до 250 кВт.
У 1961 році передавач був переведений на нові лампи ГУ-23А і на змінний струм. На вивільненій від мотор-генераторів площі в 1962 році були змонтовані передавачі ПК-2 і ПК-1.
У 1972—1973 роках на об'єкті по вулиці Олега Оникієнка, 6 збудували ще одну технічну будівлю і змонтували новий потужний передавач «Борей» з антеною АРРС. Він замінив старий РВ-87 і, маючи вдвічі більшу потужність та сучаснішу антену, значно збільшив покриття території України радіомовленням. Через рік, на резервній площі було встановлено короткохвильовий передавач типу «Грім-ЄТ», а в 1983 році - запрацював передавач типу «ПКВ-100».
У середині 1970-х років почалася докорінна реконструкція цеху №1, власне, довоєнної і післявоєнної радіостанції РВ-87. На місці старого РВ-87 у 1976 році встановлений автоматизований передавач ДСВ-150, потім передавачі «Блискавка-2М», «Пурга», «ПКМ-20».
До 1988 року броварські радисти глушили «Голос Америки», «Радіо Свобода», «Радіо Бі-Бі-Сі», «Німецька хвиля», «Вільна Європа» та інші західні радіостанції.
Тривалий час Радіоцентр забезпечував передачу інформації по Радянському Союзу й Україні. Передавали метеозведення, матеріали для газет в обласні центри фототелеграфом, забезпечували зв'язок із риболовецькими кораблями в Індійському та Атлантичному океанах.
Останні роки радіопередавальний центр вів передачу радіопрограм державного мовлення: в діапазоні довгих хвиль (1 програма) - покриваючи при цьому близько 95% території України; в діапазоні середніх хвиль (2 програма) - працював в мережі синхронного мовлення; мав широкі можливості мовлення та радіозв'язку в діапазоні коротких хвиль.

### Ліквідація (2013-2014)
1 жовтня 2013 року мер Броварів Ігор Сапожко та депутати від Партії регіонів, які складали більшість Броварської міської ради проголосували за демонтаж Броварського радіопередавального центру та продажу під забудову родичу російського прем'єра Дмитра Медведєва Віктору Поліщуку земельної ділянки в 96 га, на якій він знаходився. Був здійснений повний демонтаж радіовеж та передавального центру, потужності якого входили до мобілізаційного плану держави на випадок війни чи надзвичайної ситуації. Лише броварські передавачі, зокрема унікальний «Борей», могли здійснювати радіомовлення на довгих хвилях по всій території України, тобто єдині хто могли вести радіомовлення та глушити ворожі передачі в майбутній зоні проведення АТО та окупованому Криму.

## Антени та радіовежі
| №  | Назва                  | Висота (м) | Роки існування     | Координати                                                                      | Примітки |   |                        |       |           |                                                                                | |
| -- | ---------------------- | ---------- | ------------------ | ------------------------------------------------------------------------------- | --- | - | ---------------------- | ----- | --------- | ------------------------------------------------------------------------------ | --- |
| №  | Назва                  | Висота (м) | Роки існування     | Координати                                                                      | Примітки | 1 | Антена №1 (Перший цех) | 259,6 | 1972-2013 | 50°29′48.79″ пн. ш. 30°48′9.24″ сх. д. / 50.4968861° пн. ш. 30.8025667° сх. д. | Розтяжна радіопередавальна щогла типу АРРС, побудована як «глушилка», пізніше використовувалась для передачі радіохвиль і наукових експериментів. Вежа була 11ю за висотою спорудою України. |
| 2  | Антена №2 (Перший цех) | 180        | демонтовано в 2013 | 50°30′8.22″ пн. ш. 30°48′52.30″ сх. д. / 50.5022833° пн. ш. 30.8145278° сх. д.  | Розтяжна радіопередавальна щогла типу АРРС, на радіохвилі 207 кГЦ вежа передавала в прямий ефір «НРКУ 1» — «Перший Національний Канал». |   |                        |       |           |                                                                                | |
| 3  | Антена №1 (Другий цех) | 150        | демонтовано в 2007 | 50°30′43.82″ пн. ш. 30°46′30.95″ сх. д. / 50.5121722° пн. ш. 30.7752639° сх. д. | Розтяжна радіопередавальна щогла |   |                        |       |           |                                                                                | |
| 4  | Антена №2 (Другий цех) | 150        | демонтовано в 2008 | 50°30′46.83″ пн. ш. 30°46′33.19″ сх. д. / 50.5130083° пн. ш. 30.7758861° сх. д. | Розтяжна радіопередавальна щогла |   |                        |       |           |                                                                                | |
| 5  | Вежа №1 (Другий цех)   | 120        | 1953-2012          | 50°30′57.58″ пн. ш. 30°46′46.55″ сх. д. / 50.5159944° пн. ш. 30.7795972° сх. д. | Суцільнометалева просторова ґратована радіовежа                                                                                         |   |                        |       |           |                                                                                | |
| 6  | Вежа №2 (Другий цех)   | 111        | 1953-2012          | 50°31′1.19″ пн. ш. 30°46′44.94″ сх. д. / 50.5169972° пн. ш. 30.7791500° сх. д.  | Суцільнометалева просторова ґратована радіовежа                                                                                         |   |                        |       |           |                                                                                | |
| 7  | Вежа №3 (Другий цех)   | 111        | 1953-2012          | 50°31′4.76″ пн. ш. 30°46′43.39″ сх. д. / 50.5179889° пн. ш. 30.7787194° сх. д.  | Суцільнометалева просторова ґратована радіовежа                                                                                         |   |                        |       |           |                                                                                | |
| 8  | Вежа №4 (Другий цех)   | 111        | 1953-2012          | 50°31′8.36″ пн. ш. 30°46′41.74″ сх. д. / 50.5189889° пн. ш. 30.7782611° сх. д.  | Суцільнометалева просторова ґратована радіовежа                                                                                         |   |                        |       |           |                                                                                | |
| 9  | Вежа №5 (Другий цех)   | 52         | демонтовано в 2012 | 50°30′45.58″ пн. ш. 30°46′52.14″ сх. д. / 50.5126611° пн. ш. 30.7811500° сх. д. | Суцільнометалева просторова ґратована радіовежа                                                                                         |   |                        |       |           |                                                                                | |
| 10 | Вежа №6 (Другий цех)   | 52         | демонтовано в 2012 | 50°30′47.33″ пн. ш. 30°46′51.19″ сх. д. / 50.5131472° пн. ш. 30.7808861° сх. д. | Суцільнометалева просторова ґратована радіовежа                                                                                         |   |                        |       |           |                                                                                | |
| 11 | Вежа №7 (Другий цех)   | 70         | демонтовано в 2012 | 50°30′50.16″ пн. ш. 30°46′49.90″ сх. д. / 50.5139333° пн. ш. 30.7805278° сх. д. | Суцільнометалева просторова ґратована радіовежа                                                                                         |   |                        |       |           |                                                                                | |
| 13 | Вежа №8 (Другий цех)   | 70         | демонтовано в 2012 | 50°30′52.65″ пн. ш. 30°46′48.74″ сх. д. / 50.5146250° пн. ш. 30.7802056° сх. д. | Суцільнометалева просторова ґратована радіовежа                                                                                         |   |                        |       |           |                                                                                | |
| 14 | Вежа №9 (Другий цех)   | 70         | демонтовано в 2012 | 50°30′55.15″ пн. ш. 30°46′47.62″ сх. д. / 50.5153194° пн. ш. 30.7798944° сх. д. | Суцільнометалева просторова ґратована радіовежа                                                                                         |   |                        |       |           |                                                                                | |

## Історичні світлини

Вежі Цеху №1 вночі'
Вид на 180-метрову вежу Цеху №1